# 일본무역진흥기구
JETRO 또는 일본무역진흥기구는 일본 정부의 대외무역을 진흥하기 위한 독립 기관이다. 1951년 2월에 설립되었다. 1962년 설립된 한국의 KOTRA와 같은 조직이다.
미국 상무성 차관을 지낸 올머(Lionel H. Olmer)는 "일본이야말로 해외 무역사무소들의 밀정 조직망을 통해 세계에서 가장 세련되고 조직화된 경제첩보체제를 유지하고 있다. 일본 무역진흥회(JETRO)가 중심적인 수집기관이다. 그러나 일본의 일반 무역회사들도 정보라면 사족을 못쓰기 때문에 아프리카에서 동유럽에 이르기까지 세계 도처에서 맹활약을 하고 있다. 이들이 수집한 정보 중 어느 정도가 정부에 제공되는지는 알 수 없으나 그 대부분이 제공되고 있다고 보아야 한다."고 말했다.

## 같이 보기
- KOTRA
- 대한상공회의소
- 일본상공회의소